# Quercus wislizeni
Quercus wislizeni — вид рослин з родини букових (Fagaceae); ендемік штатів Каліфорнія, США й Нижня Каліфорнія, Мексика. Видовим епітетом вшановано Фредеріка Адольфа Віслізена (нім. Friedrich Adolph Wislizenus) (1810–1889), німецького військового хірурга, дослідника, ботаніка, який широко подорожував південним заходом США.

## Опис
Це зазвичай чагарник, але може як дерево досягати 22 м, зі стовбуром до 1.5 см в діаметрі. Гілки численні. Крона широко розкрита. Кора чорнувата, глибоко тріщинна, з лускатими хребтами. Гілочки коричневі, голі або злегка запушені, жорсткі. Листки 2.5–5 × 1.2–3 см, вічнозелені, шкірясті, еліптичні або овально-ланцетні; основа тупа, або іноді серцеподібна; верхівка більш-менш загострена; край цілий або з дрібними, остьоподібними зубами (до 16); верх темно блискучий зелений; низ жовтувато-зелений; ніжка листка довжиною 3–20 мм, гола або слабо запушена. Цвіте навесні. Сережки довжиною 3–6 см. Жолуді дворічні; горіх вузько-конічний або яйцеподібний до вузько-довгастого, 21–44 × 8–14 мм, голий; чашечка заввишки 9–19 мм × 7–18 мм завширшки, укриває 1/3–1/2(2/3) горіха. 2n = 24.

## Середовище проживання
Ендемік штатів Каліфорнія, США (у т. ч. о. Санта-Круз) й пн. Нижня Каліфорнія, Мексика.
Населяє долини, схили та піщані чапаралі. Росте на висотах 300–2000 м.

## Використання
Деревина високої якості. Багато цих дубів було вирізано для деревини приблизно на рубежі 20 століття. Жолуді цього разом з іншими видами були основним продуктом індіанців Каліфорнії.

## Галерея

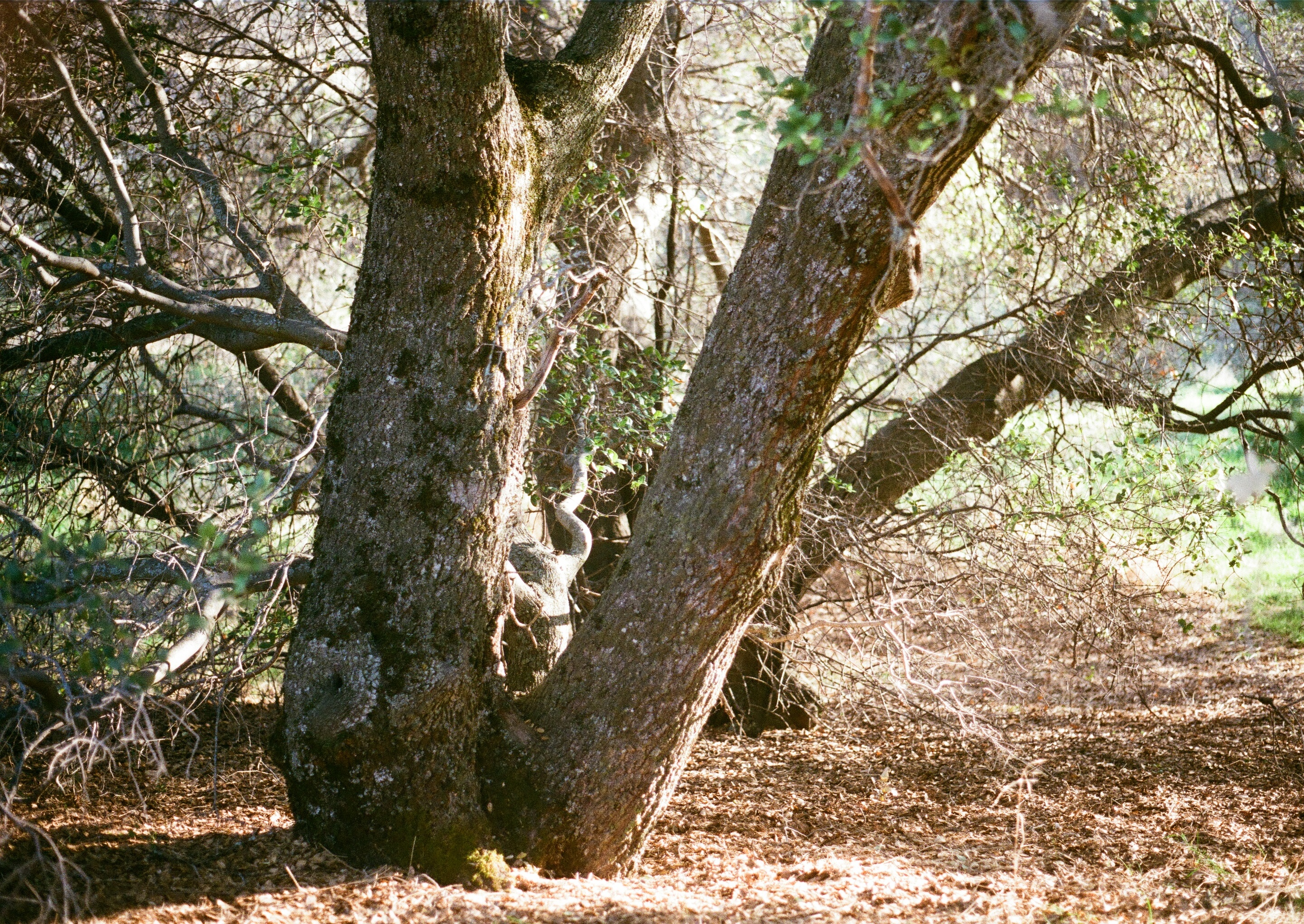
стовбури
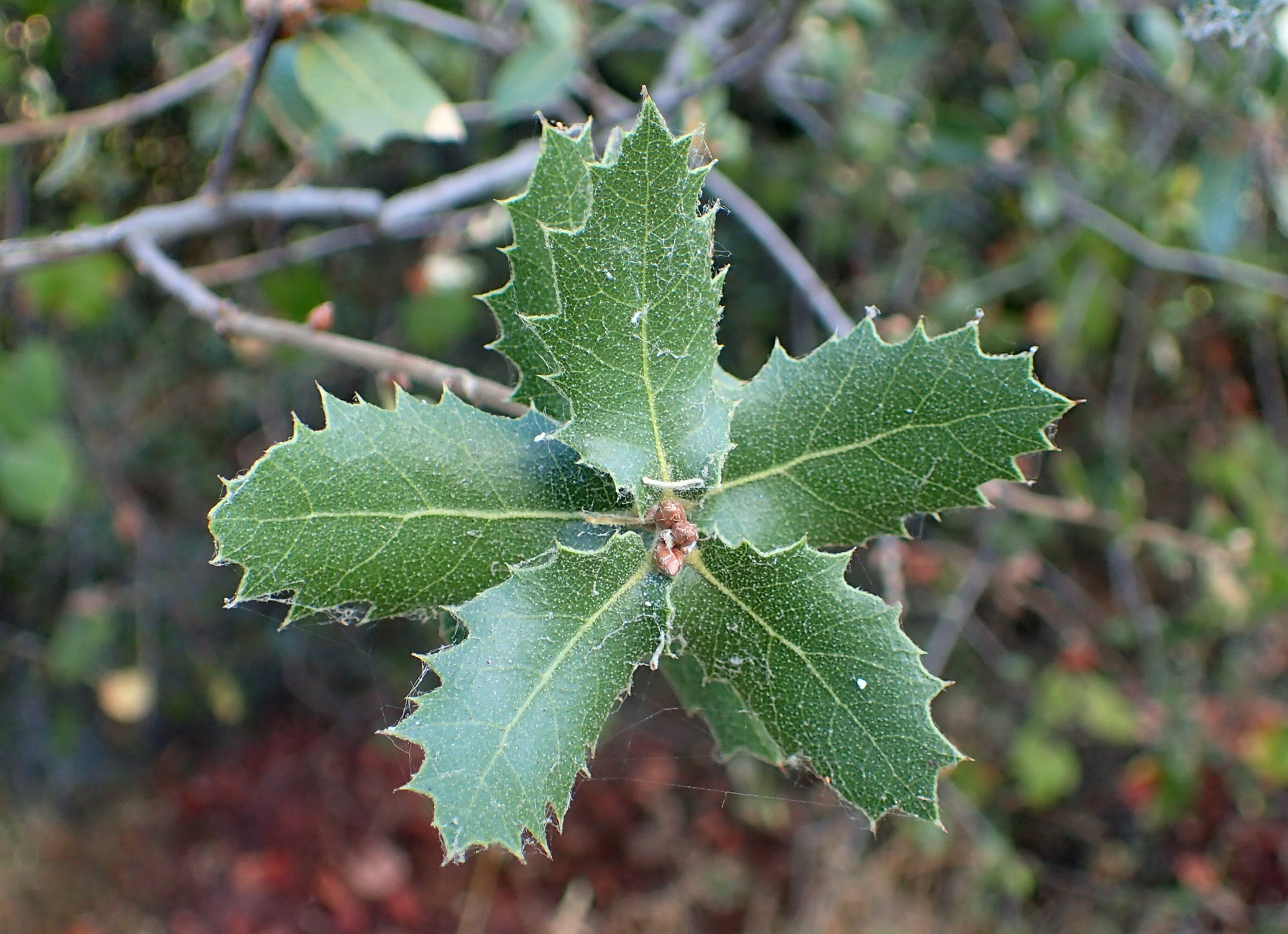
листки
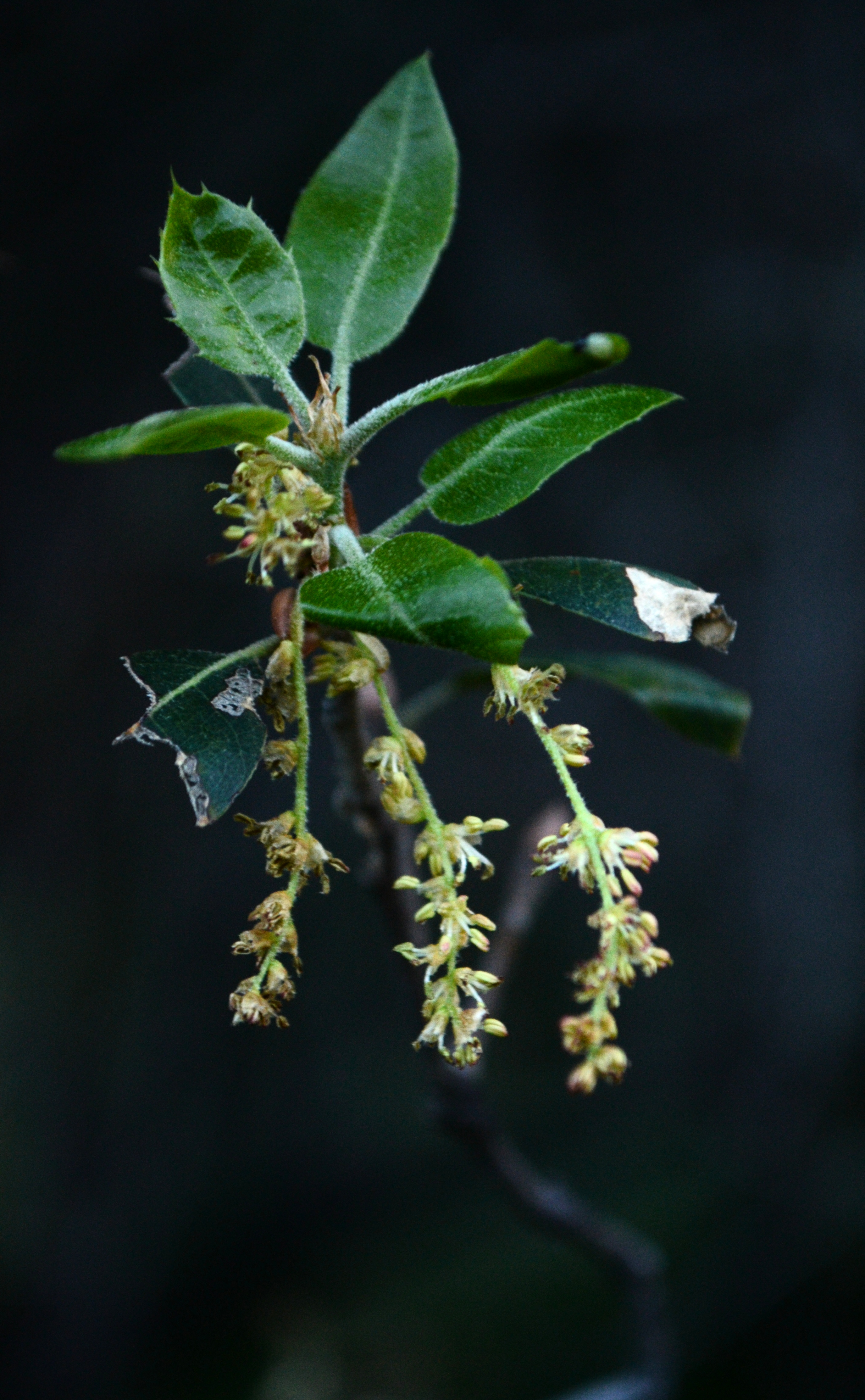
гілка з молодим листям і сережками
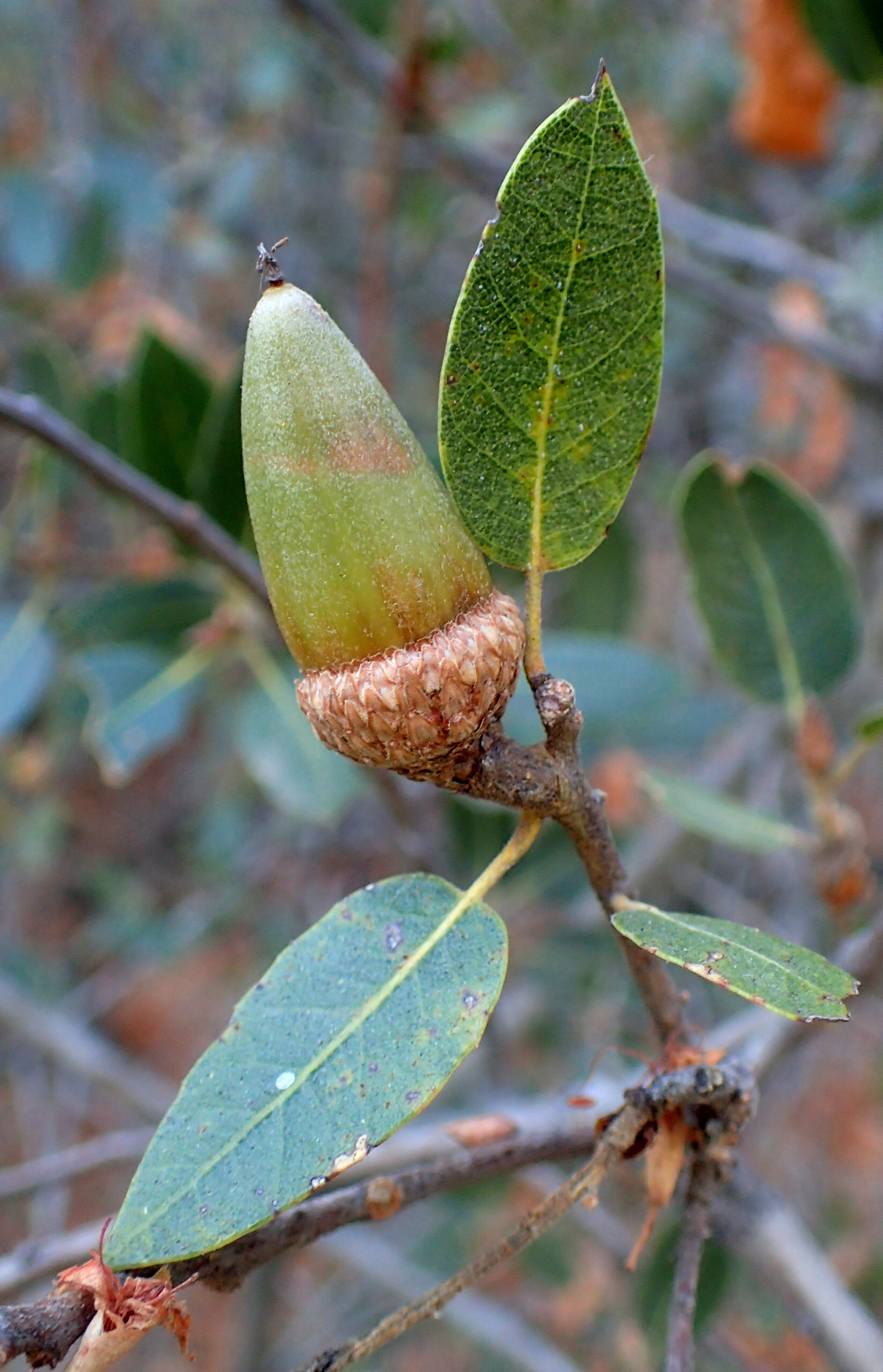
жолудь